# Jordan Mann
Jordan Mann (* 12. Januar 1993 in St. Louis, Missouri) ist ein US-amerikanischer Leichtathlet, der sich auf den Hindernislauf spezialisiert hat.

## Sportliche Laufbahn
Jordan Mann studierte bis 2016 am Providence College und gewann 2018 bei den NACAC-Meisterschaften in Toronto in 8:45,15 min die Bronzemedaille über 3000 m Hindernis hinter seinen Landsleuten Andrew Bayer und Travis Mahoney. Bei den Crosslauf-Weltmeisterschaften 2019 in Aarhus belegte er in 27:01 min den vierten Platz in der Mixed-Staffel und bei den Crosslauf-Weltmeisterschaften 2023 in Bathurst gelangte er nach 24:32 min auf Rang fünf.

## Persönliche Bestleistungen
- 3000 Meter: 7:55,79 min, 1. Juni 2017 in Concord
  - 3000 Meter (Halle): 7:50,90 min, 8. Februar 2020 in New York City
- 3000 m Hindernis: 8:26,65 min, 30. Juni 2019 in Princeton